# La Clayette
La Clayette é uma comuna francesa na região administrativa de Borgonha-Franco-Condado, no departamento Saône-et-Loire. Estende-se por uma área de 3,12 km². Em 2010 a comuna tinha 1 694 habitantes (densidade: 542,9 hab./km²).